# Língua ibaloi
A língua Ibaloi (ësël ivadoy, /əsəl ivaˈdoj/) pertence ao ramo das línguas filipinas das línguas malaio-polinésias. Está intimamente relacionada à língua pangasinana, falada principalmente nas províncias Pangasinán e Tarlac das Filipinas.
Ibaloi é falado por cerca de 110 mil pessoas no centro e no sul de Benguet e no oeste de Nueva Vizcaya. 

## Dialetos
Os dialetos são Daklan, Kabayan, Bokod ("Ethnologue").

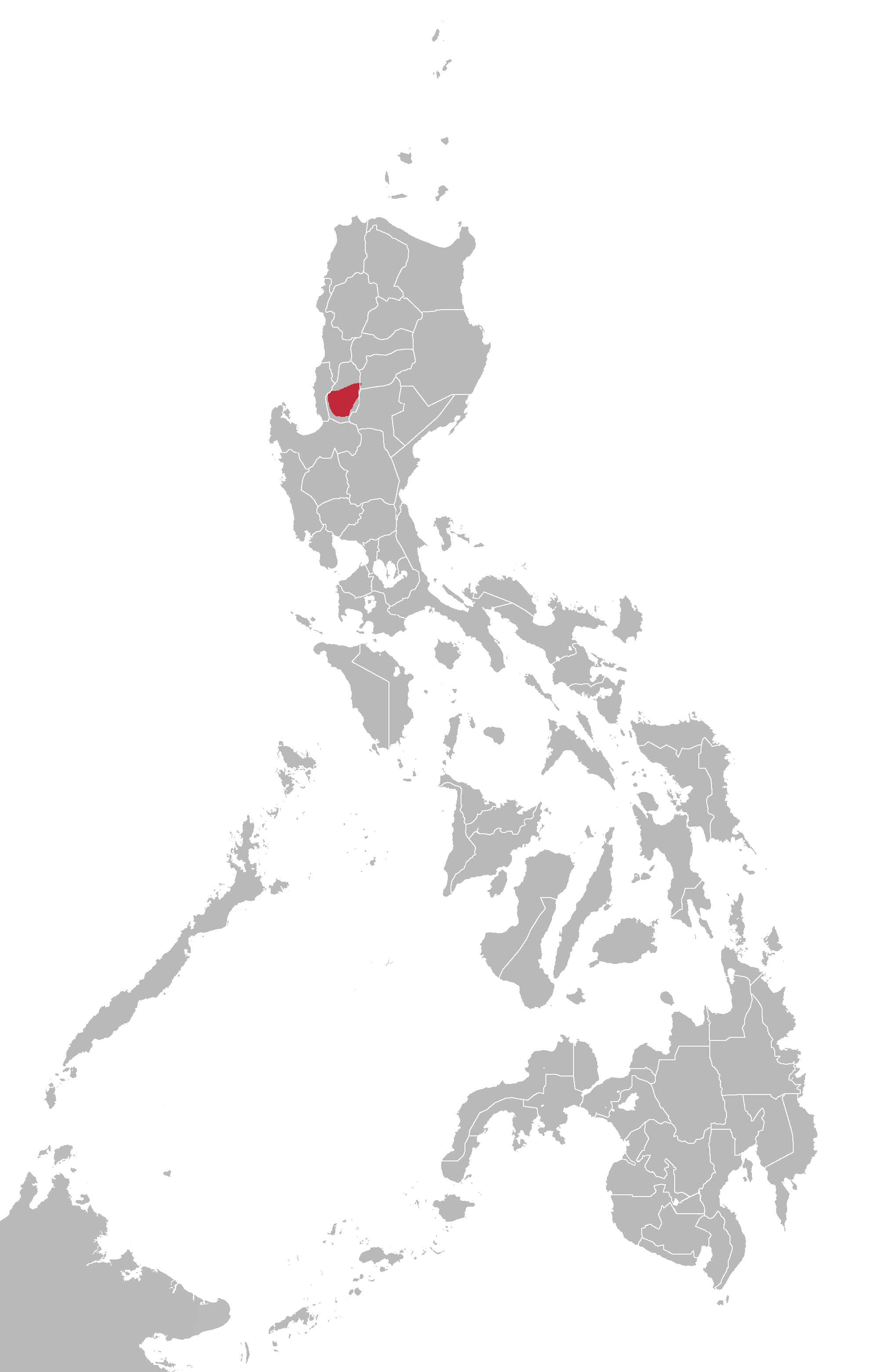
onde Ibaloi é falado conf. Ethnologue

## Fonologia
Os fonemas de Ibaloi são semelhantes aos encontrados em outras línguas filipinas, com algumas exceções. Muitas variantes da língua Ibaloi ocorrem naturalmente como em /f/, /dʒ/ and /v/, comosifa (quem interrogativo), ibjag (Para perder o controle sobre algo ou alguém; deixar ir) e devit (uma saia tradicional). /ʃ/ é comumente ouvido no vale de La Trinidad, Benguet e em áreas próximas, como em xima (uma partícula geralmente equivalente às preposições em, ou para, dependendo da construção da frase), mas pode ser ocasionalmente ouvida como  /tʃ/ em algumas comunidades.

## Escrita
Sem C, H, Q, U, X  - com Kh, Ng, Sh

## Amostra de texto
1.	Nonta eg pay laeng epalsowa iya dobong, wara ngo eshan i kadwa nen Apo Shiyos, jet sotan na kadwa toy engipa-amta alid ja dobong ni maypangkep son Apo Shiyos. Jet si-kato met laeng si Apo Shiyos.
2.	Sigod sotan ja wara ngo eshan son Apo Shiyos.
3.	Jet si-katoy kabol la edaga-an ni emin na angken nganto. No enshi sotan, enshi ngoy epalsowen angken nganto.
4.	Si-katoy engi-kan ni biyag jet sota biyag ja in-akan to, si-katoy dimawag so ni nemnem ni totoo.
5.	Emansidew sotan shi embolinget, jet sota embolinget, eg to mebedin na ebaken sota silew. 
Português
1.	1. No princípio era o Verbo, e o Verbo estava com Deus, e o Verbo era Deus.
2.	2. O mesmo aconteceu no princípio com Deus.
3.	3. Todas as coisas foram feitas por ele; e sem ele nada do que foi feito foi feito.
4.	4. Nele estava a vida; e a vida era a luz dos homens.
5.	5. E a luz brilha nas trevas; e as trevas não a compreendiam.